# Chi Tshog
Das Chi Tsho ist das Parlament von Bhutan. Es besteht aus der Nationalversammlung, der Tshogdu, als Oberhaus und dem Nationalrat, dem Gyelyon Tshogde als Unterhaus sowie dem König von Bhutan, dem Druk Gyalpo.

## Gesetzgebungsprozess
Ein vom Parlament verabschiedetes Gesetz tritt nach Zustimmung des Druk Gyalpo in Kraft. Gesetze den Haushalt und das Geld betreffend dürfen nur von der Nationalversammlung initiiert werden, während alle anderen Gesetzgebungsvorlagen von beiden Häusern stammen können. Ein in einem der beiden Häuser anhängiges Gesetz erlischt nicht wenn die Legislaturperiode eines der beiden Häuser endet. Ein Gesetzentwurf wird mit einfacher Mehrheit der Gesamtzahl der Mitglieder der jeweiligen Kammern oder mit mindestens zwei Dritteln der Gesamtzahl der anwesenden und abstimmenden Mitglieder der beiden Kammern im Falle einer gemeinsamen Sitzung verabschiedet.
Wurde ein Gesetzentwurf durch eines der beiden Häuser verabschiedet, legt es den Gesetzentwurf dem anderen Haus innerhalb von dreißig Tagen vor. Dieser Gesetzentwurf kann während der nächsten Sitzung des Parlaments verabschiedet werden.
Wenn das andere Haus einem Gesetz zustimmt, muss dieses Haus das Gesetz dem Druk Gyalpo innerhalb von fünfzehn Tagen nach der Verabschiedung dieses Gesetzes zur Zustimmung vorlegen. Wenn es dem Gesetzentwurf nicht zustimmt, wird der Entwurf zurückverwiesen, um Änderungen zu beschließen oder Einwände zu berücksichtigen.